# Madama Butterfly
Madama Butterfly sau Cio-Cio-San (titlul original: în italiană Madama Butterfly), este o operă compusă de Giacomo Puccini pe un libret de Luigi Illica și Giuseppe Giacosa (bazat pe o povestire de John Luther Long și o piesă de David Belasco).
Acțiunea are loc la începutul secolului al XX-lea în Japonia, lângă portul Nagasaki.
Premiera operei a avut loc la Scala din Milano, pe data de 17 februarie 1904.

## Personaje
- Cio-Cio-San, „Madama Butterfly” (soprană)
- Suzuki, camerista acesteia (mezzo-soprană)
- Benjamin Franklin Pinkerton, locotenent în marina S.U.A. (tenor)
- Kate, soția acestuia (soprană)
- Sharpless, consulul S.U.A. în Nagasaki (bariton)
- Goro, nakodo [pețitor] (tenor)
- Yamadori, prinț (tenor)
- Bonzo, unchiul lui Cio-Cio-San (bas)
- Comisarul Imperial (bariton)
- Ofițerul de stare civilă (bariton)
- mama lui Cio-Cio-San (mezzo-soprană)
- mătușa lui Cio-Cio-San (soprană)
- o verișoară (soprană)
- rudele, prietenele și prietenii lui Cio-Cio-San; servitori.

## Acțiunea

### Actul I
Un ținut deluros în apropiere de Nagasaki, cu o căsuță japoneză.
Locotenentul Benjamin Franklin Pinkerton din marina Statelor Unite închiriază prin mijlocitorul-pețitor japonez Goro, o căsuță unde urmează să se căsătorească și să locuiască cu Cio-Cio-San, o tânără fată-gheișă japoneză, lângă Nagasaki, deși nu intenționează în mod serios să rămână în Japonia. Mr.Sharpless, consulul american, vine la nuntă dar Pinkerton îi vorbește într-un mod flușturatic, el consideră căsătoria aceasta un aranjament temporar, așa cum este și închirierea casei. El spune: "În țara asta contractele sunt tot atât de flexibile ca și casele. Așa că mă căsătoresc după moda japoneză: pentru 999 de ani. Dar pot anula contractul în orice lună". Cei doi vorbesc despre mireasă, frumoasa și tânăra Cio-Cio-San, al cărei nume înseamnă „fluture” ("butterfly" în engleză). Consulul, care cunoaște sentimentele sincere ale lui Cio-Cio-San, îl avertizează pe locotenent că fata ia în serios această căsătorie. Dar Pinkerton spune: "Nu văd de ce ar fi rău să dresez acest fluture, pentru zborul dulce al iubirii". Cei doi bărbați ciocnesc paharele de vin. Consulul: "Să bem pentru familia ta care e departe!". Pinkerton: "Și pentru ziua când mă voi căsători în mod serios cu o soție adevărată americană!". Mireasa urcă dealul împreună cu familia și prietenii, cântând: "Ce mult cer! Ce multă mare!... Suflă o briză dulce de primăvară!... Ce multe flori!". Mireasa cântă: "Pe mare și pe pământ, eu sunt cea mai fericită fată din Japonia. Ba nu! A întregii lumi! Prieteni, eu am răspuns chemării iubirii. Mă aflu în pragul iubirii, acolo unde se adună toate bucuriile celor vii și celor morți". Are loc ceremonia de nuntă. Apoi, petrecerea de nuntă este întreruptă de către unchiul miresei, un preot japonez. El a aflat că Cio-Cio-San a vizitat Misiunea Creștină pentru că dorește să treacă la creștinism. Unchiul o blestemă: "Cio-Cio-San! Cio-Cio-San! Nenorocire! Ce-ai făcut la Misiune? Ea a renegat cultul străbunilor! Kami Sarundasiko! O mare nenorocire amenință sufletul tău corupt! Tu te-ai lepădat de noi, noi ne lepădăm de tine!". Musafirii sunt speriați și fug. Petrecerea s-a terminat. Mireasa și mirele sunt singuri. Ei cântă un duet de dragoste: "Stelele sunt ca niște ochi care ne privesc... Vino! Vino! Cerul râde în extazul iubirii..."

### Actul II
Interiorul căsuței lui Cio-Cio-San.
Trei ani mai târziu, în același loc. Cio-Cio-San (adică „doamna Cio-Cio”, „doamna Fluture”) este acasă cu menajera Suzuki. Aceasta se roagă zeilor ca Cio-Cio-San să plângă mai puțin, pentru că de trei ani ele nu mai au nici o veste de la Pinkerton. Suzuki este îngrijorată și pentru că le-au mai rămas foarte puțini bani. Dar Cio-Cio-San spune: „Zeii japonezi sunt grași și leneși. Sunt sigură că Zeul american răspunde mai repede celor care îl imploră. Dar mă tem că nu știe că noi facem parte din familia lui”. Cio-Cio-San are încredere că soțul ei se va întoarce. În închipuirea ei, ea presimte momentul fericit al revederii iubitului ei (aria „Un bel di vedremo” (Într-o bună zi vom vedea).
Prințul Yamadori, care știe că Cio-Cio-San este părăsită de soțul ei, vine și o cere în căsătorie. Cio-Cio-San îl refuză, spunând că țara ei este S.U.A. și, potrivit legilor americane, ea mai este căsătorită. Mr.Sharpless, consulul american, vine să-i citească o scrisoare pe care a primit-o de la Pinkerton. El este așa de mișcat de emoția tinerei doamne, încât nu poate să-i citească scrisoarea până la sfârșit. Nu-i poate spune că Pinkerton a părăsit-o, dar în schimb o îndeamnă să accepte oferta de căsătorie a Prințului Yamadori. Cio-Cio-San este îngrozită de o asemenea sugestie; ea îl aduce în cameră pe micul ei fiu. Cio-Cio-San spune că numele copilului este Durere, dar când tatăl lui se va întoarce el se va numi Bucurie. Mr.Sharpless promite să-i spună lui Pinkerton că este tatăl unui copil. După plecarea consulului, se aude o bubuitură de tun în port, Cio-Cio-San se uită prin telescop și vede vaporul american "Abraham Lincoln", vaporul lui Pinkerton. Ea este peste măsură de fericită. Cio-Cio-San și menajera Suzuki decorează camerele cu flori și îl așteaptă pe Pinkerton. Când vine noaptea, Suzuki și copilul adorm, dar Cio-Cio-San continuă să aștepte trează.

### Actul III
Interiorul aceleași căsuțe din actul II.
Un interludiu orchestral zugrăvind lupta ce se dă în sufletul lui Cio-Cio-San, între speranță și deznădejdie, marchează intrarea vaporului "Abraham Lincoln" în portul Nagasaki, la răsăritul soarelui. Suzuki se trezește și o convinge pe Cio-Cio-San că trebuie să se odihnească. Cio-Cio-San și copilul merg în altă cameră să se culce. Sosesc Pinkerton și consulul, care stau de vorbă cu Suzuki. Pinkerton este însoțit de soția lui, Kate. Aceasta vorbește cu Suzuki, spunându-i că va avea grijă de copil ca și cum ar fi al ei, dar Suzuki este foarte necăjită că Cio-Cio-San va trebui să se despartă de copil. Pinkerton este atât de plin de remușcări și atât de rușinat, încât fuge de acolo și le lasă pe doamne să lămurească lucrurile în absența lui. Cio-Cio-San intră și află adevărul. Ea acceptă să dea copilul, dar cere ca Pinkerton să vină peste o jumătate de oră să-l ia. Când este singură în camera ei, Cio-Cio-San ia pumnalul tatălui ei și citește inscripția de pe el: "Cine nu poate trăi cu cinste, trebuie să moară cu cinste". Cuvintele acelea au fost mesajul Mikado-ului către tatăl lui Cio-Cio-San, în urmă cu mulți ani. Tatăl lui Cio-Cio-San și-a luat viața cu acel pumnal. Acum, Cio-Cio-San își ia rămas-bun de la fiul ei: "Tu, care din Paradis ai coborât la mine, uită-te la chipul mamei tale, ca să-l ții minte. Uită-te bine la mine ! La revedere, dragostea mea...". Apoi îi spune copilului să plece și se sinucide cu pumnalul tatălui ei. Pinkerton se întoarce, strigând-o: "Butterfly ! Butterfly !"...

## Precizare
În limba japoneză, -san ( さん), este un sufix onorific însemnând domnul / doamna / domnișoara.

## Galerie de imagini

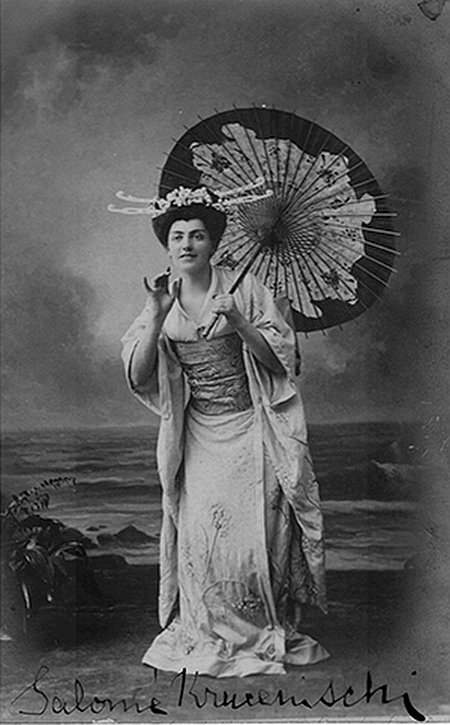
Solomiya Krushelnytska în rolul Cio-Cio-San (1904)
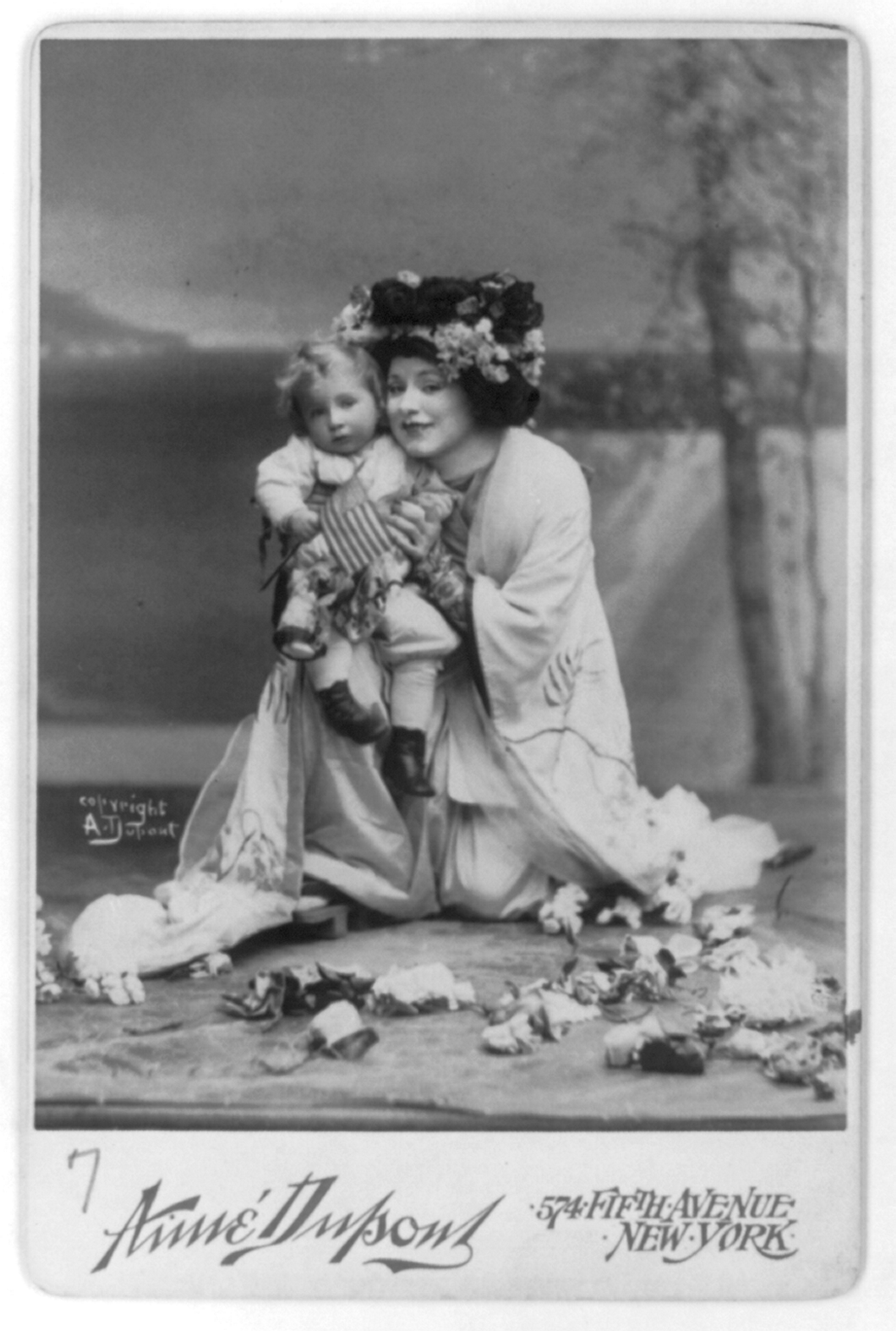
Geraldine Farrar interpretând rolul doamnei Butterfly (9 aprilie 1908)
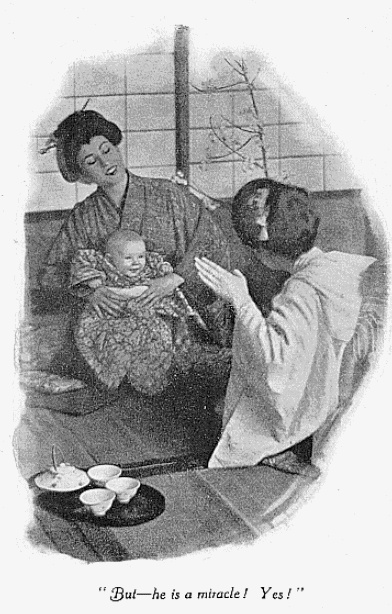
Cio-Cio-San arătând copilul ei lui Suzuki